# Zimbabwe ved sommer-OL 2016
Zimbabwe deltog under Sommer-OL 2016 i Rio de Janeiro som blev arrangeret i perioden 5. august til 21. august 2016. Dette var tiende gang, at landet deltog ved sommer-OL, siden landet fik sin uafhængighed fra det tidligere Rhodesia.

## Medaljer
| 2016 Rio de Janeiro | Guld | Sølv | Bronze | Total |
| Zimbabwe            | 0    | 0    | 0      | 0     |